# Rue Dalou
Pour les articles homonymes, voir Talma.
La rue Dalou, anciennement cité Talma, est une voie du 15e arrondissement de Paris, en France.

## Situation et accès
La rue Dalou est une voie publique située dans le 15e arrondissement de Paris. Elle débute au 169, rue de Vaugirard et se termine au 42, rue Falguière.

## Origine du nom
Cette voie porte le nom du sculpteur Jules Dalou (1838-1902), auteur du Triomphe de la République, groupe monumental en bronze érigé au centre de la place de la Nation  à Paris (11e et 12e arrondissements).

## Historique
Initialement appelée « cité Talma », la voie reçoit le nom de « rue Dalou » en 1905.